# Ecco noi per esempio...
Ecco noi per esempio... è un film italiano del 1977 diretto da Sergio Corbucci.
Uscito nei cinema il 28 ottobre 1977, è il primo dei due film della coppia Pozzetto-Celentano (il secondo sarà Lui è peggio di me).

## Trama
Palmambrogio Guanziroli è un aspirante poeta di Cremenago che arriva a Milano per trovare un editore che pubblichi la sua raccolta di poesie dal contenuto bucolico intitolata La coltivazione del riso. Alla stazione di Porta Garibaldi, in mezzo ad una violenta contestazione studentesca, il poeta perde il borsello che viene recuperato dal paparazzo Clic, ex fotoreporter nella Guerra del Vietnam. Quest'ultimo promette di restituirglielo alla pensione Violetta, in cui lo squattrinato fotografo vive da tempo senza pagare l'affitto; tra i due si instaura subito un'amicizia.
Clic non perde occasione di cacciarsi continuamente nei guai a causa delle sue foto scottanti aventi come soggetti, tra gli altri, una banda di ladri di cavalli e un gruppo di femministe radicali intente ad apprendere l'uso dello speculum vaginale. Palmambrogio tenterà tramite Clic di entrare in contatto con l'affermato poeta Melano Melani, suo poeta di riferimento che frequenta uno dei circoli intellettuali più in vista della città ma una volta riuscitovi, desiste dai suoi intenti quando scopre che Melani è disposto a scrivere la prefazione del suo libro solo in cambio di un rapporto omosessuale che Palmambrogio rifiuta sdegnato e se ne va.
Durante un sequestro di persona in un luna park Clic viene sorpreso dai malviventi mentre scatta fotografie, e ne segue una sparatoria in cui viene ferito ad un occhio. Divenuto cieco, parte per la Svezia per un viaggio della speranza sotto lo sguardo triste e malinconico di Palmambrogio, che nel frattempo ha finalmente sposato la sua storica fidanzata di Cremenago.

## Luoghi
- Il Comune di Cremenago è un luogo inesistente ed il nome si ispira forse al comune di Cremenaga (un piccolo comune della provincia di Varese), oppure  a Cremnago, una frazione del comune di Inverigo in provincia di Como.
- Il luna park dove si svolge la scena del tentato rapimento e nella quale avviene il ferimento di Clic, era situato a Milano lungo viale della Liberazione e nei pressi di piazza della Repubblica, sull'area dell'ex stazione di Porta Nuova. Questo luogo (a suo tempo detto "delle Varesine"), fu chiuso nel 1998 e demolito agli inizi del nuovo secolo per far spazio ad un complesso residenziale.
- Il casello (oggi non più esistente) e la stazione ferroviaria ripresi nelle scene finali del film sono quelli di Malnate[2].

## Home video
La versione in DVD messa in commercio dalla 01 Distribution è tagliata: non compare infatti la scena di nudo integrale di Barbara Bach. Il film nella versione integrale è invece uscito in vendita nelle edicole nella collana "Celentano Collection", Edizioni Master, prodotto da Rai Trade.